# Kululuti Ravine
Die Kululuti Ravine ist ein kurzer Quellbach des Isulukati River im Osten von Dominica im Parish Saint David.

## Geographie
Die Kululuti Ravine ist der nördliche Quellbach des Isulukati River. Sie entspringt am Osthang des Fond Corde und stürzt in kurzen, steilem Lauf nach Osten, wo sie nach wenigen hundert Metern bei Sapit mit der Ravine Pataukati zusammenfließt und den Isulukati River bildet.
Die Quellen entstehen aus demselben Grundwasserleiter wie die westlich benachbarte Ravine Chewai Blanc.